# KK Proleter Zrenjanin
Proleter (srpski: Кошаркашки клуб Пролетер Нафтагас) je košarkaški klub iz Zrenjanina. Osnovan je 1947. godine u Zrenjaninu. Utakmice igra u Kristalnoj dvorani u Zrenjaninu. Klupski dresovi su bijeli.
U sezoni 2011./2012. natječe se u 1. košarkaškoj liga Srbije.

## Povijest
Osnovan je 1947. godine. Prvak Jugoslavije je postao u sezoni 1955./1956. Njegova prva petorica ujedno su bili prvom petoricom reprezentacije Jugoslavije: Vilmos Loczi (prvi državni reprezentativac s više od 100 nastupa za Jugoslaviju), Lajos Engler, Milutin Minja, Ljubomir Katić i Dušan Radojčić.
U desetljećima što su uslijedila Proleter je igrao u nižim natjecateljskim razredima, tako da raspad Jugoslavije nije dočekao u 1. ligi. 

## Poznati igrači
- Vilmos Loczi
- Dejan Bodiroga

## Unutrašnje poveznice
- FK Proleter Zrenjanin

## Vanjske poveznice
- KK Proleter[neaktivna poveznica] (na srpskom)
- Basketball Team Proleter 1956 Fotografija sastava koji je bio državni prvak